# Teresa Berganza

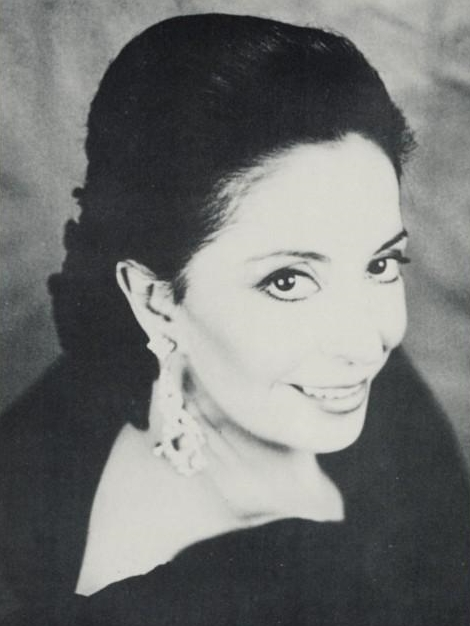
Teresa Berganza

María Teresa Berganza Vargas (* 16. März 1933 in Madrid; † 13. Mai 2022 in San Lorenzo de El Escorial) war eine spanische Opernsängerin (Mezzosopran). Sie war insbesondere bekannt für Rollen in Opern von Rossini, Mozart und Bizet. Sie ragte durch ihre technische Virtuosität, ihre musikalische Intelligenz und ihre Bühnenpräsenz heraus.

## Leben

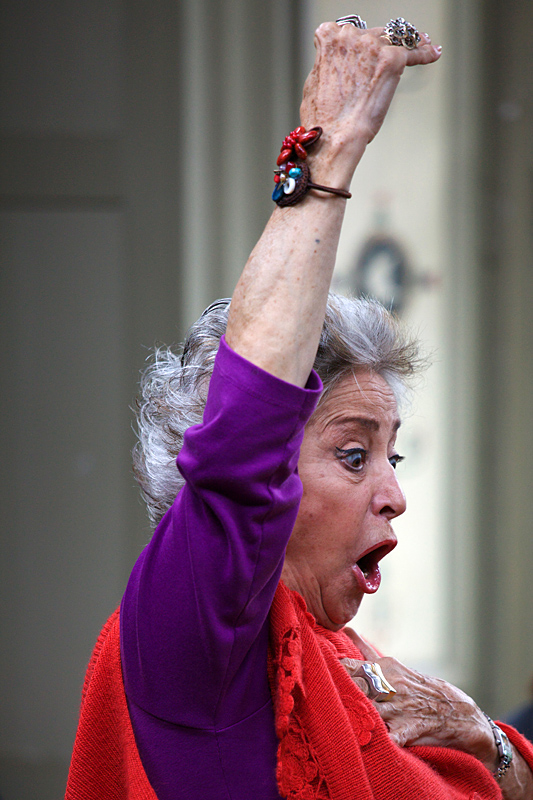
Teresa Berganza (2009)

Berganza studierte Klavier und Gesang am Real Conservatorio Superior de Música de Madrid, wo sie 1954 als Beste im Fach Gesang ausgezeichnet wurde. 1955 gab sie in Madrid ihr Konzertdebüt.
Ihren ersten Auftritt in einer Oper hatte sie 1957 als Dorabella in Così fan tutte während des Aix-en-Provence-Festivals. Im gleichen Jahr debütierte sie in der Mailänder Scala und im folgenden Jahr beim Glyndebourne Opera Festival. 1959 trat sie als Rosina in Il barbiere di Siviglia im Royal Opera House, Covent Garden auf, einer ihrer späteren Paraderollen. 1967 gab sie ihr Debüt an der Metropolitan Opera als Cherubino in Le nozze di Figaro. Ihren ersten Auftritt in der Carnegie Hall hatte sie 1964 mit einem Liederabend. Ihr Repertoire umfasste Stücke in spanischer, französischer, deutscher und russischer Sprache. 1979 erschien eine Filmversion von Don Giovanni.
Berühmt wurden ihre Interpretationen der spanischen Lieder von Fernando Sor (1778–1839) und der Arien von Vicente Martín y Soler (1754–1806).
Sie war von 1957 bis 1977 mit dem Pianisten Félix Lavilla verheiratet, mit dem sie regelmäßig gemeinsam auftrat und Aufnahmen veröffentlichte. Der Ehe entstammen drei Kinder, darunter die Sopranistin Cecilia Lavilla Berganza.
1991 erhielt sie zusammen mit sechs anderen spanischen Sängerinnen und Sängern den Prinz-von-Asturien-Preis für Kunst und Literatur.
1992 wirkte Teresa Berganza an den Eröffnungsfeierlichkeiten der Weltausstellung in Sevilla und der Olympischen Sommerspiele in Barcelona mit. Sie wurde 1994 als erste Frau in die spanische Königliche Akademie der Schönen Künste aufgenommen.
2010 war sie Professorin am Lehrstuhl für Gesang an der Escuela Superior de Música Reina Sofía in Madrid.

## Auszeichnungen (Auswahl)
- International Opera Awards 2018 – Preis für das Lebenswerk[4]